# Paul Gladon
Paul Gladon (Hoofddorp, 18 marzo 1992) è un calciatore olandese, attaccante del Fortuna Sittard.

## Carriera
Esordisce nella massima serie olandese con l'Heracles Almelo nella stagione 2015-2016, segnando 4 gol. Il 14 agosto 2016 segna una doppietta alla seconda giornata del campionato 2016-2017, nella partita vinta per 3-1 contro il Willem II; nella fase finale della stessa partita fallisce due calci di rigore in un minuto (tra l'88' e l'89' minuto). Al termine di quella stagione, il giocatore viene ceduto a titolo definitivo agli inglesi del Wolverhampton che, tuttavia, lo rigirano in prestito al club olandese per la stagione di Eredivisie 2017-2018.
Conclusasi un’altra ottima stagione di Eredivisie, l’attaccante viene ceduto in prestito ai belgi del Sint-Truiden dove, però, colleziona solo una presenza. A gennaio il Wolverhampton lo vende a titolo definitivo ad un altro club olandese, il Groningen, con cui mette insieme 16 presenze e 5 gol in tutto. Il 7 agosto 2019 da svincolato firma un contratto biennale con il Willem II Tilburg, sempre in Olanda.